# Daniel arap Moi

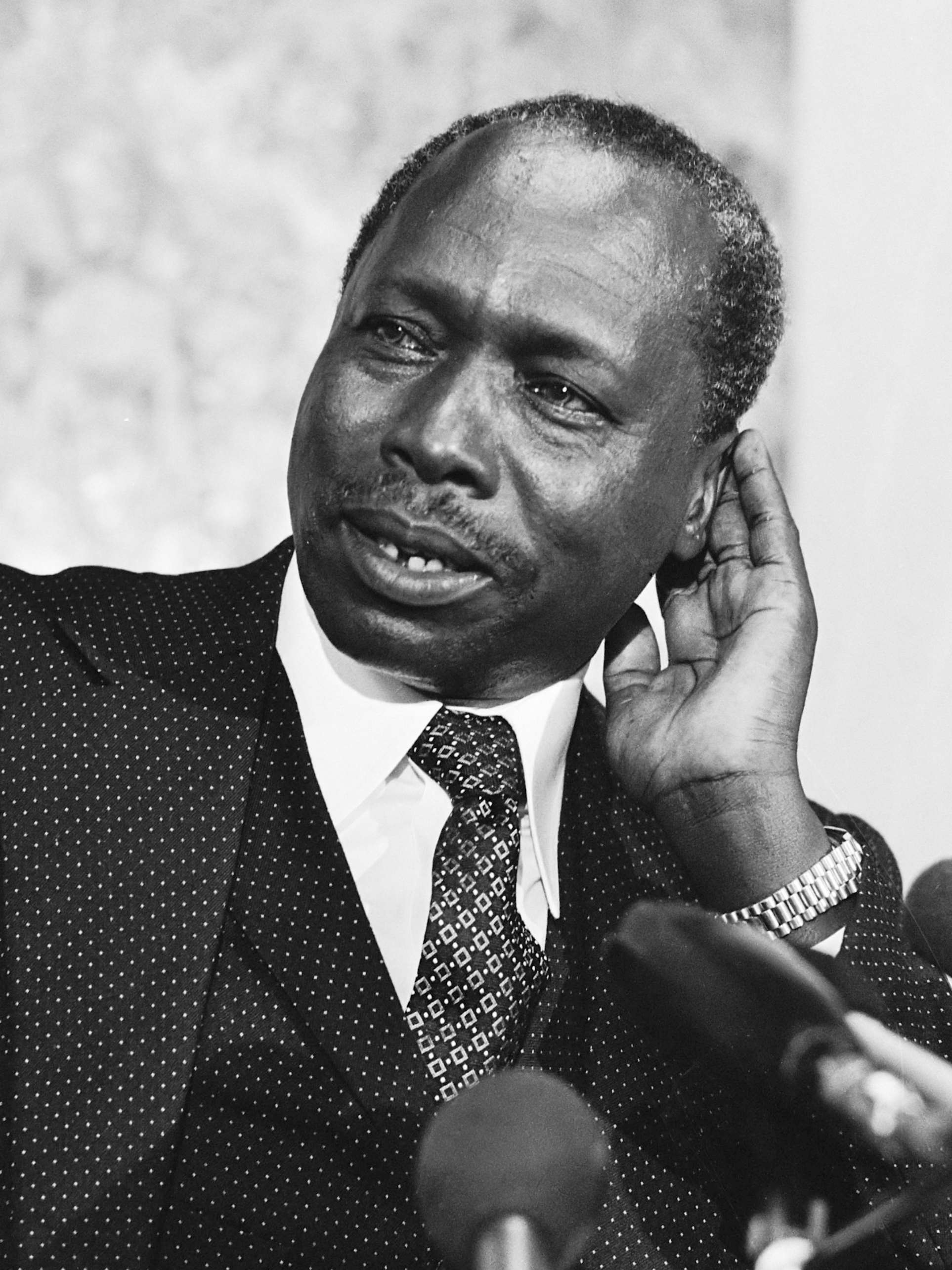
Daniel arap Moi, 1979

Daniel Toroitich arap Moi (* 2. September 1924 in Kurieng’wo bei Sacho, Baringo-Distrikt; † 4. Februar 2020 in Nairobi) war von 1978 bis 2002 zweiter Präsident von Kenia.

## Leben
Daniel arap Moi entstammte der Ethnie der Tugen, einer Gruppe der Kalenjin. Nachdem sein Vater früh verstorben war, zog ihn seine Mutter Kima Chebii allein groß. Als Hauptort der Kalenjin kann Eldoret gelten. Diese Stadt hat er später als Präsident immer gezielt gefördert.
Moi besuchte ab 1934 Grundschulen der African Inland Mission in Kabartonjo und Kapsabet. 1942 wechselte er an die Secondary School in Kapsabet. Nach dem Besuch des Lehrerseminars (Teacher Training College) in Kapsabet 1945 arbeitete er bis 1947 als Lehrer in der Government African School Tambach in Tambach. Daniel arap Moi wurde 1948 Schulleiter der Government African International School in Kabarnet. Von 1949 bis 1950 war er in der Lehrerfortbildung tätig. Am Tambach Teacher Training College in Kabarnet arbeitete er von 1950 bis 1955 als stellvertretender Leiter.
1950 heiratete er Helena Bommet, die dann als Lena Moi bekannt wurde. Die Scheidung erfolgte 1974. Gemeinsam hatten sie acht Kinder, drei Töchter und fünf Söhne.
Seit 2017 litt er an Demenz und wurde im Oktober 2019 ins Krankenhaus eingeliefert, wo ein Pleuraerguss diagnostiziert wurde. Er starb in Nairobi im Februar 2020. Präsident Uhuru Kenyatta ordnete daraufhin Staatstrauer an.

## Politik

### Parlamentsmitglied
Für das Rift-Valley wurde Daniel arap Moi 1955 zum Mitglied des Legislative Council (deutsch etwa: „Gesetzgebender Rat“) gewählt. In den Jahren von 1957 bis 1976 vertrat er den Wahlbezirk Baringo-Nord im Legislative Council bzw. in der Nationalversammlung. Von 1957 bis 1963 war er Vorsitzender der Kenya African Democratic Union (KADU), die er mit Ronald Ngala gegründet hatte. Sie konkurrierte mit der Kenya African National Union (KANU), die von Jomo Kenyatta geführt wurde. Im Gegensatz zur KANU, die zentralistisch ausgerichtet war und von den bevölkerungsstarken Ethnien wie Kikuyu und den Luo beherrscht war, wollte die KADU die kleineren Ethnien wie die Kalenjin durch eine föderale Verfassung stärken. Der Druck der KANU war jedoch so groß, dass die britischen Kolonialbehörden keine föderativen Elemente in die neue Verfassung aufnahmen. 1961 wurde Moi erstmals in die neugegründete Nationalversammlung gewählt. 1961 wurde er zum Parlamentarischen Staatssekretär des Erziehungsministers ernannt und er trat der KANU bei.

### Minister
1962 wurde Moi selbst zum Erziehungsminister in der Vorunabhängigkeitsregierung ernannt. Später im Jahr wurde er zum Minister für Gemeindeverwaltung bestellt; das Amt übte er bis 1964 aus. Nach der Unabhängigkeit am 18. Dezember 1963 stimmte Moi der von Jomo Kenyatta gewünschten Verschmelzung von KANU und KADU zu, wodurch Kenia praktisch zum Einparteienstaat wurde. Moi wurde 1964 Innenminister und 1967 Vizepräsident. Diese Ämter hatte er bis 1978 inne.

### Präsident

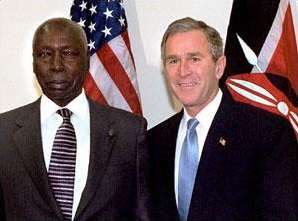
Präsident Moi mit US-Präsident George W. Bush im UN-Hauptquartier in New York am 10. November 2001

Als Kenyatta, der „Vater der Unabhängigkeit“, am 22. August 1978 starb, trat Moi sein Erbe an. Er wurde kommissarischer Präsident der Republik Kenia und Vorsitzender der KANU-Partei. Er verkündete die Nyayo-Philosophie (Nyayo = „Schritte“) von Frieden, Liebe und Einheit (Peace, Love and Unity). Er hielt anders als sein Vorgänger Kontakt zu Bürgern und unternahm viele Reisen im Land. Im Jahr 1979 wurde er als Präsident von Kenia erstmals in allgemeinen Wahlen bestätigt. Zwischen 1981 und 1983 war Moi Vorsitzender der Organisation für Afrikanische Einheit (OAU). Am 1. August 1982 erfolgte ein Putschversuch von Teilen der Luftwaffe.
Im Jahr 1986 veröffentlichte Moi das Buch Kenya African Nationalism on Nyayo Philosophy. In den Jahren 1988 und 1992 wurde er erneut als Präsident wiedergewählt. Bei den freien Wahlen im Dezember 1992 gab es erhebliche Unruhen, Überfälle und Tote, beispielsweise in Molo oder Kipkarren. Im Jahr 1997 wurde Moi ein weiteres Mal in freien Wahlen zum Präsidenten gewählt. 2002 durfte er nicht erneut zur Wahl antreten; er ernannte den Sohn des ersten Präsidenten, Uhuru Kenyatta, zum Präsidentschaftskandidaten. Die Wahl gewann jedoch eine Regenbogen-Koalition (National Rainbow Coalition, NARC) mit Mois früherem Vizepräsidenten Mwai Kibaki an der Spitze.

### Nach seiner Präsidentschaft
Moi machte im Vorfeld zum Verfassungsreferendum 2010 Wahlkampf für das „Nein-Lager“, rief aber schon vor dem Referendum Befürworter und Gegner dazu auf, das Abstimmungsergebnis zu respektieren, egal wie es ausfalle.

## Korruption und autokratische Führung
Mois Regierungszeit war durch Verletzungen der Menschenrechte und der Pressefreiheit gekennzeichnet. Gefängnis ohne jedes Verfahren für Regimekritiker und die Folter in den Kellern des Nyayo-Hauses im Zentrum von Nairobi gehörten zur Praxis seines Regimes. Oppositionelle mussten ins Exil gehen (z. B. Ngũgĩ wa Thiong’o) und es gab Morde an kritischen Politikern (darunter 1990 an Außenminister Robert Ouko) oder auch Missionaren (etwa 2000 „Autounfall“ und Schusswunden beim US-Amerikaner Father John Kaiser). Eine britische Untersuchungskommission machte Industrieminister Nicholas Biwott für Oukos Tod verantwortlich. Politische Demonstrationen endeten in Blutbädern, etwa 1990 in Nairobi mit rund 100 Toten. Am 31. August 2007 erschien in der britischen Tageszeitung The Guardian ein Enthüllungsartikel über Korruption in Milliardenhöhe in der Familie Mois. Die Zeitung berief sich auf einen bei WikiLeaks veröffentlichten Report. Moi war auch in den Goldenberg-Skandal verwickelt.

## Auszeichnungen
- 1979: Chief of the Order of the Golden Heart